# Велька-Весь (Краковский повет)
Ве́лька-Весь (пол. Wielka Wieś) — село в Польше в сельской гмине Велька-Весь Краковского повета Малопольского воеводства. Административный центр одноимённой сельской гмины.

## География
Село располагается в 13 км от административного центра воеводства города Краков. Находится в центре гмины. Через село проходит краевая дорога № 94 Катовице — Краков.

## История
Впервые село упоминается в 1325 году в связи со строительством замка на холме Замчиско, который находится на территории долины Ключводы. В XIV веке замок был родовым гнездом шляхетского рода Сырокомля. После строительства Кожкевского замка представители рода перебрались в Кожкев и замок на Замчиско со временем постепенно разрушился.
В 1975—1998 годах село входило в состав Краковского воеводства.

## Население
По состоянию на 2013 год в селе проживало 1 202 человек.
| 2000 | 2001 | 2002 | 2003 | 2004 | 2005 | 2006 | 2007 | 2008 | 2009 | 2010 | 2011 | 2012 | 2013 |
| ---- | ---- | ---- | ---- | ---- | ---- | ---- | ---- | ---- | ---- | ---- | ---- | ---- | ---- |
| 1000 | 1010 | 1031 | 1038 | 1063 | 1066 | 1084 | 1117 | 1114 | 1129 | 1162 | 1173 | 1199 | 1202 |

Данные переписи 2013 года:
| Перепись  | Всего   | Всего | Женщины | Женщины | Мужчины | Мужчины |
| --------- | ------- | ----- | ------- | ------- | ------- | ------- |
| Единицы   | человек | %     | человек | %       | человек | %       |
| Население | 1 202   | 100   | 613     | 50,9    | 588     | 49,1    |